# QTL
QTL (Quantitative Trait Loci) – locus cechy ilościowej.
Metoda badań, stosowana między innymi w genetyce zachowania, która pozwala na poszukiwanie genów odpowiedzialnych za cechy warunkowane poligenowo.